# Hoher Vertreter der Europäischen Union für Außen- und Sicherheitspolitik
Der Hohe Vertreter der Europäischen Union für Außen- und Sicherheitspolitik (HV, im Vertragstext kurz: Hoher Vertreter der Union für Außen- und Sicherheitspolitik, umgangssprachlich auch „EU-Außenminister“ oder „EU-Außenbeauftragter“) ist eine durch den am 1. Dezember 2009 in Kraft getretenen Vertrag von Lissabon neu geschaffene Position innerhalb des Institutionengefüges der Europäischen Union mit mehreren Funktionen in verschiedenen Organen: Der Hohe Vertreter ist zugleich Vizepräsident der Europäischen Kommission, Vorsitzender des Rates für Auswärtige Angelegenheiten und Außenbeauftragter des Europäischen Rates. Ernannt wird der Hohe Vertreter mit qualifizierter Mehrheit für die Funktionsperiode der Europäischen Kommission im Einvernehmen mit dem Kommissionspräsidenten nach Zustimmung des Europäischen Parlaments vom Europäischen Rat. Aktuelle Amtsinhaberin ist seit dem 1. Dezember 2024 Kaja Kallas.

## Aufgaben
Der Hohe Vertreter der EU für Außen- und Sicherheitspolitik vereinigt die früheren Ämter des Hohen Vertreters für die GASP und des Kommissars für Außenbeziehungen. Er soll die EU gemeinsam mit dem Präsidenten des Europäischen Rates nach außen vertreten. Er trägt durch seine Vorschläge zur Festlegung der Gemeinsamen Außen- und Sicherheitspolitik (GASP) sowie der Gemeinsamen Sicherheits- und Verteidigungspolitik (GSVP) bei und führt sie im Auftrag des Rates durch. Außerdem ist er einer der Vizepräsidenten der Europäischen Kommission und Vorsitzender im Rat für Auswärtige Angelegenheiten. Der Hohe Vertreter erhält damit wichtige Posten in gleich zwei bedeutenden EU-Institutionen, nämlich der Europäischen Kommission und dem Rat der EU. Man spricht daher von einem „kleinen Doppelhut“. Der „große Doppelhut“ wäre die Zusammenlegung von Kommissionspräsident und Präsident des Europäischen Rates, die jedoch im Vertrag von Lissabon nicht vorgesehen ist. Des Weiteren nimmt der Hohe Vertreter an den Sitzungen des Europäischen Rats beratend teil.
Der im Lissabon-Vertrag neu geschaffene Europäische Auswärtige Dienst, der auf den früheren EU-Delegationen der Kommission aufbaut und auch abgeordnetes Personal der nationalen diplomatischen Dienste umfasst, ist dem Hohen Vertreter unterstellt. Der Hohe Vertreter koordiniert zudem die Arbeit der EU-Sonderbeauftragten.

## Geschichte
Der Vertrag über eine Verfassung für Europa (VVE) sah vor, das Amt des Hohen Vertreters für die Gemeinsame Außen- und Sicherheitspolitik mit dem des Kommissars für Außenbeziehungen zusammenzulegen und in „Außenminister der Union“ umzubenennen (Art. I-28 VVE, sogenannter kleiner Doppelhut). Nach dem Scheitern des Verfassungsvertrags einigten sich die europäischen Regierungen im Vertrag von Lissabon auf Drängen des Vereinigten Königreiches auf die Beibehaltung des bisherigen Titels in leicht geänderter Form. Das Amt wird daher im neuen EU-Vertrag als „Hoher Vertreter der Union für Außen- und Sicherheitspolitik“ bezeichnet. Bis auf den Namen wurden die im Verfassungsvertrag vorgesehenen Regelungen jedoch vollständig übernommen (Art. 18 und Art. 27 EU-Vertrag).

## Amtsinhaber und Kandidaten

### 2009 bis 2014
Kurz vor dem EU-Sondergipfel am 19. November 2009, auf dem der neue Hohe Vertreter vom Europäischen Rat nominiert wurde, galten der Italiener Massimo D’Alema und der Rumäne Adrian Severin als aussichtsreiche Kandidaten für das Amt. Zuvor war auch der Brite David Miliband im Gespräch, der eine Kandidatur jedoch ablehnte. Überraschend wurde schließlich Catherine Ashton als erste Amtsinhaberin nominiert und bestätigt.

### 2014 bis 2019
In den politischen Leitlinien des neuen Kommissionspräsidenten, Jean-Claude Juncker, vom 15. Juli 2014, war geplant, die Hohe Vertretung zu stärken: „Der nächste Hohe Vertreter für die Außen- und Sicherheitspolitik Europas muss ein starker, erfahrener Akteur sein, der nationale und europäische Instrumente sowie alle der Kommission zur Verfügung stehenden Instrumente wirksamer kombiniert, als dies in der Vergangenheit der Fall war. Er oder sie muss gemeinsam mit den europäischen Kommissaren für Handel, Entwicklung und humanitäre Hilfe sowie Nachbarschaftspolitik agieren. Dazu muss der Hohe Vertreter stärker als bisher seine Rolle im Kommissionskollegium wahrnehmen.“ Im Gegensatz zu dieser Anforderung wurde auf dem EU-Gipfel am 30. August 2014 in Brüssel die damalige italienische Außenministerin Federica Mogherini als Nachfolgerin Ashtons nominiert. Mogherini war erst seit einem halben Jahr auf diesem Posten und davor relativ unbekannt.

### Liste
| Foto | Hoher Vertreter    | Von              | Bis               | Partei | Staat                  | Kommission       |
| ---- | ------------------ | ---------------- | ----------------- | ------ | ---------------------- | ---------------- |
|      | Catherine Ashton   | 1. Dezember 2009 | 30. November 2014 | SPE    | Vereinigtes Königreich | Barroso II       |
|      | Federica Mogherini | 1. Dezember 2014 | 30. November 2019 | SPE    | Italien                | Juncker          |
|      | Josep Borrell      | 1. Dezember 2019 | 30. November 2024 | SPE    | Spanien                | Von der Leyen I  |
|      | Kaja Kallas        | 1. Dezember 2024 | amtierend         | ALDE   | Estland                | Von der Leyen II |